# Delta (Visions of Atlantis)
Delta è il quarto album in studio del gruppo musicale symphonic metal austriaco Visions of Atlantis, pubblicato nel 2011.

## Tracce
1. Black River Delta – 4:34
2. Memento – 6:38
3. New Dawn – 2:59
4. Where Daylight Fails – 4:11
5. Conquest of Others – 5:37
6. Twist of Fate – 4:31
7. Elegy of Existence – 3:36
8. Reflection – 4:16
9. Sonar – 1:27
10. Gravitate Towards Fatality – 5:55